# Internationale Assoziation der Akademien
Die Internationale Assoziation der Akademien/International Association of Academies (IAA) war ein internationaler Zusammenschluss von Akademien, welcher 1899 gebildet wurde und bis nach dem Ersten Weltkrieg bestand. Die Internationale Assoziation der Akademien arbeitete in den Sektionen Naturwissenschaften (Sciences) und Geisteswissenschaften (Lettres). Ihre beiden Nachfolgeorganisationen wurden 1919 das International Research Council bzw. Conseil International de Recherches für die Naturwissenschaften und die Union Académique Internationale für die Geisteswissenschaften.

## Geschichte und Aufgaben
In der Vorgeschichte der IAA bildeten zunächst 1893 vier deutschsprachige Akademien (Göttingen, Wien, Leipzig und München) das Kartell der Akademien, wobei die Berliner Akademie zunächst Distanz hielt. Die Londoner Royal Society entsandte u. a. als Beobachter ihren Sekretär Sir Arthur Schuster. Nach weiteren Kartellsitzungen in Leipzig (1897), Göttingen (1898) wurde 1899 in Wiesbaden auf eine Initiative der Royal Society hin beschlossen, weitere Länder miteinzubeziehen.
Die IAA setzte es sich zur Aufgabe, „wissenschaftliche Projekte von allgemeinem Interesse zu initiieren und anderweitig zu fördern [...] sowie den wissenschaftlichen Austausch zwischen den verschiedenen Ländern zu erleichtern“ und „acquerir une formation internationale par interet national“. Die IAA wurde zunächst bezüglich Stimmenzahl und Sprache von den deutschen Akademien dominiert. Die Vereinigung schuf die Grundlage für einen internationalen Informationsaustausch über die Ergebnisse wissenschaftlicher Expeditionen sowie für die Erstellung einer internationalen Bibliographie wissenschaftlicher Literatur und eines Programms seismologischer und geodätischer Forschung.
Die folgenden zehn Akademien bildeten 1899 in Wiesbaden einen Zusammenschluss: die Königlich Preußische Akademie der Wissenschaften zu Berlin, die Königliche Gesellschaft der Wissenschaften zu Göttingen, die Königliche Gesellschaft der Wissenschaften in Leipzig, die Royal Society of London for the Promotion of natural Knowledge, die Königlich Bayerische Akademie der Wissenschaften in München, die Academie des Sciences de l'Institut de France in Paris, die Imperatorskaja Akademija nauk in St. Petersburg, die Academia Nazionale dei Lincei in Rom, die National Academy of Sciences in Washington und die Kaiserliche Akademie der Wissenschaften  in Wien. Die deutschen Akademien hatten bereits seit 1893 das sogenannte Kartell der Akademien als Dachverband gebildet. Von diesen zehn Akademien wurden zur ersten Konferenz in Paris neun weitere eingeladen: die Koninglijke Nederlandse Akademie van Wetenschapen in Amsterdam, die Academie Royale des Sciences, des Lettres es de Beaux-Arts de Belgique in Brüssel, die Magyar Tudomanyos Akademia in Budapest, Det Norske Videnskapsakademi in Christiana in Oslo, Det Kongelige Danske Videnskabernes Selskab in Kopenhagen, die Real Academia de la Historia in Madrid, die Academie des Inscriptions et Belles-Lettres de l'Institut de France in Paris, die Academie des Sciences morales et politiques de l'Institut de France in Paris und die Kungl. Svenska Vetenskapsakademien in Stockholm. Bis zum Ersten Weltkrieg kamen hinzu: 1904 die British Academy in London, die Akademie der Wissenschaften in Tokio (Nippon Gakushiin), 1910 die Societe Helvetique de Sciences Naturelles/Schweizerische Naturforschende Gesellschaft in Bern, 1913 die Royal Society of Edinburgh und die Societas Scientiarum Fennica/Finska Vetenkaps-Societeten/Suomen Tiedeseura in Helsingfors.
Bis 1914 traf sich die Assoziation auf 5 Generalversammlungen in Paris, London, Wien, Rom und St. Petersburg und beschloss dort die Durchführung von 31 Unternehmungen, 19 naturwissenschaftlichen, 11 geisteswissenschaftlichen und als eine interdisziplinäre die Edition der Werke von Leibniz.
Nach dem Ende des Ersten Weltkriegs wurde auf einem Kongress vom 18. bis 28. Juli in Brüssel auf Initiative der Ententestaaten die Gründung des International Research Council für die Naturwissenschaften und der Union Académique Internationale für die Geisteswissenschaften als Nachfolgeorganisation der Internationalen Assoziation der Akademien beschlossen, ohne jedoch die Assoziation formal auszulösen. Da die deutschsprachigen Akademien jedoch von einem Fortbestand der Assoziation ausgingen und die Neugründungen nicht akzeptierten, kam es zunächst zu keinem organisatorischen Zusammengehen. Erst am 13. Mai 1935 wurden die deutschen Kartellakademien in die Union Academique aufgenommen. Der International Research Council für die Naturwissenschaften erhielt 1931 neue Statuten und wurde in umbenannt in: International Council for Scientific Unions, 1998 folgte schließlich eine weitere Umbenennung in International Council for Science (ICSU).
Das Kartell der Deutschen Akademien wurde 1941 in Reichsverband der deutschen Akademien umbenannt. Nach dem Zweiten Weltkrieg wurde die Arbeitsgemeinschaft der deutschen Akademien der Wissenschaften gegründet, auf die 1967 die "Konferenz der deutschen Akademien der Wissenschaften" folgte. Zum 1. Januar 1999 hat sich die "Konferenz der deutschen Akademien der Wissenschaften" in Union der deutschen Akademien der Wissenschaften umbenannt. Diese ist Mitglied der European Science Foundation, der All European Academies, des InterAcademy Council und der Union Académique Internationale.